# Balazar (Guimarães)
Balazar é uma povoação portuguesa do Município de Guimarães que foi sede da extinta Freguesia de Balazar, freguesia que tinha 3,47 km² de área. e 440 habitantes (2011), e, por isso, uma densidade populacional de 126,8 hab/km².
A Freguesia de Balazar foi extinta em 2013, no âmbito de uma reforma administrativa nacional, para, em conjunto com a Freguesia de são Lourenço de Sande, formar uma nova freguesia denominada União das Freguesias de Sande São Lourenço e Balazar com a sede em Sande São Lourenço.
Está situada a sul de Braga e a noroeste de Guimarães. Está mais perto de Braga que de Guimarães. A norte, confina com Nogueira e Esporões, separadas desta freguesia pelo Monte de Santa Marta e Falperra. A oeste, os montes da Portela separam-na da povoação de Morreira. A sul, o Monte do Outinho separa-a das povoações de São Clemente de Sande e de São Martinho de Sande. A leste, faz fronteira com São Lourenço de Sande e Santa Cristina de Longos.

## População
| População da freguesia de Balazar (1864 – 2011) | População da freguesia de Balazar (1864 – 2011) | População da freguesia de Balazar (1864 – 2011) | População da freguesia de Balazar (1864 – 2011) | População da freguesia de Balazar (1864 – 2011) | População da freguesia de Balazar (1864 – 2011) | População da freguesia de Balazar (1864 – 2011) | População da freguesia de Balazar (1864 – 2011) | População da freguesia de Balazar (1864 – 2011) | População da freguesia de Balazar (1864 – 2011) | População da freguesia de Balazar (1864 – 2011) | População da freguesia de Balazar (1864 – 2011) | População da freguesia de Balazar (1864 – 2011) | População da freguesia de Balazar (1864 – 2011) | População da freguesia de Balazar (1864 – 2011) |
| ----------------------------------------------- | ----------------------------------------------- | ----------------------------------------------- | ----------------------------------------------- | ----------------------------------------------- | ----------------------------------------------- | ----------------------------------------------- | ----------------------------------------------- | ----------------------------------------------- | ----------------------------------------------- | ----------------------------------------------- | ----------------------------------------------- | ----------------------------------------------- | ----------------------------------------------- | ----------------------------------------------- |
| 1864                                            | 1878                                            | 1890                                            | 1900                                            | 1911                                            | 1920                                            | 1930                                            | 1940                                            | 1950                                            | 1960                                            | 1970                                            | 1981                                            | 1991                                            | 2001                                            | 2011                                            |
| 410                                             | 414                                             | 320                                             | 382                                             | 352                                             | 352                                             | 412                                             | 500                                             | 460                                             | 487                                             | 454                                             | 530                                             | 538                                             | 565                                             | 440                                             |